# جعل امضای دیجیتال
در یک امضای دیجیتال رمزنگاری شده یا سیستم MAC ، جعل امضای دیجیتال امكان ایجاد یک جفت متشکل از یک پیام با عنوان {\displaystyle m} و یک امضا (یا MAC) با عنوان {\displaystyle \sigma } است، که برای {\displaystyle m} معتبر است، اما در گذشته توسط امضا کننده قانونی ایجاد نشده است. جعل انواع مختلفی دارد.
برای هر یک از این انواع، تعاریف امنیتی می تواند مرتبط باشد. اگر هیچ جعلی از نوع مرتبط امکان پذیر نباشد ، یک طرح امضا با یک تعریف خاص ایمن است.

## انواع
تعاریف زیر از پایین ترین تا بالاترین امنیت به دست آمده ، به عبارت دیگر، از قدرتمندترین تا ضعیف ترین حمله. تعاریف یک سلسله مراتب را تشکیل می دهند، به این معنی که یک مهاجم كه قادر به انجام یک حمله خاص است، می تواند تمام حملاتي كه سطح پايين تری در ليست دارند را انجام دهد. به همین ترتیب، طرحی که به یک هدف امنیتی خاص می رسد نیز به همه موارد قبلی می رسد.

### نفوذ کامل
عمومی تر از حملات ديگر، نفوذ کامل است: زماني كه دشمن بتواند اطلاعات خصوصی و کلیدهای استفاده شده توسط امضاکننده را بازیابی کند، می تواند هر گونه امضای احتمالی را روی هر پیامی ایجاد کند.

### جعل عمومی (جعل ناپذیری عمومی، UUF)
جعل عمومی، ایجاد امضای ({\displaystyle \sigma }) معتبر (توسط دشمن)، برای هر پیام ({\displaystyle m}) داده شده است. دشمنی که قادر به جعل عمومی است، می‌تواند پیام‌هایی را که خودش انتخاب کرده‌ (مانند جعل انتخابی)، پیام‌هایی که به‌طور تصادفی انتخاب شده‌اند، یا حتی پیام‌های خاص ارائه‌شده توسط حریف را امضا کند.

### جعل انتخابی (جعل ناپذیری انتخابی، SUF)
جعل انتخابی ایجاد یک جفت پیام/امضا {\displaystyle (m,\sigma )} توسط یک دشمن است، که در آن {\displaystyle m} قبل از حمله توسط مهاجم انتخاب شده است. {\displaystyle m} ممکن است با توجه به الگوریتم امضا، دارای خصوصیات ریاضی جالبی باشد. با این حال، در جعل انتخابی، {\displaystyle m} قبل از شروع حمله باید ثابت شود.
توانایی انجام موفقیت آمیز یک حمله جعلی انتخابی حاکی از توانایی انجام موفقیت آمیز یک حمله جعلی وجودی است.

### جعل وجودی
جعل وجودی (جعل ناپذیری وجودی، EUF) ایجاد حداقل یک جفت پیام/امضا {\displaystyle (m,\sigma )}، توسط یک دشمن است، جایی که {\displaystyle m} هرگز توسط امضاء کننده قانونی امضا نشده است. حریف می تواند {\displaystyle m} را آزادانه انتخاب کند؛ {\displaystyle m} نیازی به معنای خاصی ندارد؛ محتوای بی ربط است تا زمانی که جفت {\displaystyle (m,\sigma )}، معتبر باشد، دشمن موفق به ساختن جعل وجودی شده است. بنابراین، ایجاد یک جعل وجودی آسانتر از جعل انتخابی است، زیرا مهاجم ممکن است پیامی را انتخاب کند که جعل آن به راحتی ایجاد شود، در حالی که در مورد جعل انتخابی، مهاجم می تواند امضای یک پیام "دشوار" را بخواهد.

#### مصداق جعل وجودی
سیستم رمزنگاری RSA دارای خاصیت ضربی زیر است: {\displaystyle \sigma (m_{1})\cdot \sigma (m_{2})=\sigma (m_{1}\cdot m_{2})} .
این ویژگی با ایجاد یک پیام قابل سوء استفاده است {\displaystyle m'=m_{1}\cdot m_{2}} با امضا {\displaystyle \sigma \left(m'\right)=\sigma (m_{1}\cdot m_{2})=\sigma (m_{1})\cdot \sigma (m_{2})} .
یک دفاع رایج در برابر این حمله، هش کردن پیام ها قبل از امضای آنها است.

### جعل وجودی ضعیف (جعل ناپذیری وجودی قوی، جعل ناپذیری قوی؛ sEUF یا SUF)
این مفهوم، نوع قوی تری (ایمن تر) از جعل وجودی است که در بالا توضیح داده شد. جعل وجودی ضعیف ایجاد حداقل یک جفت پیام/امضا {\displaystyle \left(m,\sigma '\right)} توسط دشمن است، با دادن پیام و امضای متفاوت {\displaystyle (m,\sigma )} تولید شده توسط امضا کننده قانونی.
جعل وجودی قوی، اساساً ضعیف ترین هدف دشمن است ، بنابراین قوی ترین طرح ها، شامل جعل ناپذیری وجودی قوی هستند.